# Cerco de Turim
O cerco de Turim ocorreu em 1706 durante a Guerra da Sucessão Espanhola. Mais de 44 000 soldados franceses cercaram a cidadela de Torino defendida por cerca de 10 500 soldados saboianos que lutaram de 14 de maio a 7 de setembro, quando o exército imperial, comandado pelo príncipe Eugênio de Sabóia e pelo duque Vittorio Amedeo II, após cruzar todo o Vale do Pó se envolveu na batalha e forçou os inimigos a levantar o cerco.
O cerco durou cento e dezessete dias; ao final da guerra, com a assinatura do Tratado de Utrecht de 1713 e Rastadt do ano seguinte, Vittorio Amedeo II, duque de Sabóia, tornou-se o primeiro rei de sua dinastia.
Devido ao significativo tamanho e importância da cidade (uma das poucas capitais da Europa a que um cerco cientificamente estudado já foi colocado), teve grande ressonância internacional.
Alguns historiadores consideram o cerco de Turim como o evento que marca o início do Risorgimento. 